# 예류향
예류향(預流向, 산스크리트어: srotāpatti-pratipannaka, srota-āpatti-phala-pratipannaka, 팔리어: sota-āpatti-phala-sacchikiriyāya paṭipanna, 영어: entering into the stage of stream-winner, approaching stream winner status), 수다원향(須陀洹向), 입류향(入流向), 역류향(逆流向), 향수다원(向須陀洹) 또는 향수다(向須陀)는 불교의 성자들 중의 한 부류로서, 4향4과에 속한, 무루지를 최초로 증득하는 견도위의 성자로서 예류과에 나아가는 도중에 있는 성자를 말한다. 이 기간은 겨우 15찰나에 지나지 않는다. 즉, 견도 16심 중 최후 제16심을 제외한 15심 즉 15찰나가 예류향의 기간이다. 그리고 예류과는 3계의 견혹을 끊은 과위(果位)에 머물면서 아직 어떤 수혹도 끊지 못한 성자를 말한다.
'예류'(預流), '입류'(入流) 또는 '역류'(逆流)는 환멸연기의 성도(聖道)에 들어갔다는 것, 무루도(無漏道)에 들어갔다는 것, 출세간에 들어갔다는 것, 진정한 불도(佛道, 붓다가 되는 길, 깨달음의 길)가 시작되었다는 것을 의미한다.
대체로 말해, 예류향과 견도 15심이 동의어이고 예류과가 견도 제16심과 동의어라고 할 수 있다. 하지만, 엄밀히 말해서는 그렇지 않다.
견도에 들어가기 전의 범부위에서 유루도로써 욕계 수혹 9품 중 1품도 끊지 못한 이나, 혹은, 범부위에서 유루도로써 욕계 수혹 9품 중 제1품 내지 제5품의 수혹을 이미 끊은 이가 견도위에 들어갔을 경우, 이 경우의 견도 16심 중 15심이 예류향이고 제16심이 예류과이다.(자세한 내용은 "견도 15심과 예류향" 문단을 참조.)
여기서, 욕계 수혹 9품은 욕계의 수혹을 그 강약 또는 추세(麁細, 거침과 미세함)에 따라, 상품 · 중품 · 하품의 3품으로 나누고 다시 그 각각을 상중하의 3품으로 나누어, 총 9가지로 나눈 것으로 ① 상상품(上上品) ② 상중품(上中品) ③ 상하품(上下品) ④ 중상품(中上品) ⑤ 중중품(中中品) ⑥ 중하품(中下品) ⑦ 하상품(下上品) ⑧ 하중품(下中品) ⑨ 하하품(下下品)을 말한다.
| 3향3과 | 단멸한 번뇌                | 단멸에 소요되는 생                     | 별도 명칭      |
| 예류향 | 견혹                       | 알 수 없음, 견혹은 단박(16심)에 끊어짐 |                |
| 예류과 | 견혹                       | 알 수 없음, 견혹은 단박(16심)에 끊어짐 |                |
| 일래향 | 욕계 수혹 ① 상상품(上上品) | 최대 2생                               |                |
| 일래향 | 욕계 수혹 ② 상중품(上中品) | 최대 1생                               |                |
| 일래향 | 욕계 수혹 ③ 상하품(上下品) | 최대 1생                               | 가가 · 3생가가 |
| 일래향 | 욕계 수혹 ④ 중상품(中上品) | 최대 1생                               | 가가 · 2생가가 |
| 일래향 | 욕계 수혹 ⑤ 중중품(中中品) | 최대 1생                               |                |
| 일래과 | 욕계 수혹 ⑥ 중하품(中下品) | 최대 1생                               |                |
| 불환향 | 욕계 수혹 ⑦ 하상품(下上品) | 최대 1생                               | 일간           |
| 불환향 | 욕계 수혹 ⑧ 하중품(下中品) | 최대 1생                               | 일간           |
| 불환과 | 욕계 수혹 ⑨ 하하품(下下品) | 최대 1생                               |                |
| 합계   | 욕계 수혹 9품              | 견도 후 열반까지 최대 7생              |                |

예류향(預流向)은 다음의 분류 또는 체계에 속한다.
- ① 예류향 ② 예류과 ③ 일래향 ④ 일래과 ⑤ 불환향 ⑥ 불환과 ⑦ 아라한향 ⑧ 아라한과의 4향4과(四向四果) 중의 하나이다.
- ① 수신행 ② 수법행 ③ 신해 ④ 견지 ⑤ 신증 ⑥ 가가 ⑦ 일간 ⑧ 예류향 ⑨ 예류과 ⑩ 일래향 ⑪ 일래과⑫ 불환향 ⑬ 불환과 ⑭ 중반 ⑮ 생반 ⑯ 유행반 ⑰ 무행반 ⑱ 상류반의 18유학(十八有學) 중의 하나이다.
- 18유학(十八有學)과 9무학(九無學)을 통칭하는 27현성(二十七賢聖) 중의 하나이다.

## 견도 15심과 예류향
범부위에서 유루도를 닦았지만 욕계 수혹 9품 중 제1품도 끊지 못한 상태에서 견도 16심에 든 경우, 견도 제1심~제15심이 예류향이고 제16심이 예류과이다. 그리고 제16심 이후에는 아직 어떤 수혹도 끊지 못한 상태, 즉, 98수면 또는 128번뇌 중 욕계의 수소단에 속한 탐 · 진 · 치 · 만의 9품 중 제1품도 끊지 못한 상태이므로 계속하여 예류과에 머문다. 예류과의 상태에서 더욱 정진하여 제1품의 수혹을 끊으면, 아래 표에 나타난 바와 같이, 일래향의 다섯 유형 중 첫 번째 유형, 즉, ① 상상품(上上品)을 끊은 일래향이 된다. 그런데 이 상상품을 끊는 것이 쉽지 않아, 견도를 증득한 이임에도 불구하고 최대 2생이 걸린다.
한편, 이러한 상태의 성자, 즉,  욕계 수혹 9품 중 제1품도 끊지 못한 상태에서 견도 16심에 들어 성자가 된 이를 구박의 성자, 또는 간략히 구박(具縛)이라고 한다.
범부위에서 유루도를 닦아, 예를 들어, 힌두교나 자이나교와 같은 외도의 수행을 닦았거나 불교의 유루 6행관을 닦아서 욕계 수혹 9품 중 제1품~제5품을 끊은 상태에서 견도 16심에 든 경우, 견도 제1심~제15심은 예류향이고 제16심은 예류과이다. 그리고 제16심은 1찰나이므로 다음 찰나에서 곧바로 일래향에 들어간다. 즉, 범부위에서 제1품의 수혹을 끊은 경우 일래향의 다섯 유형 중 첫 번째 유형, 즉, ① 상상품(上上品)을 끊은 일래향이 된다. 마찬가지로, 제5품의 수혹을 끊은 경우 일래향의 다섯 유형 중 다섯 번째 유형, 즉, ⑤ 중중품(中中品)을 끊은 일래향이 된다.
| 3향3과 | 단멸한 번뇌                | 단멸에 소요되는 생                     | 별도 명칭      |
| 예류향 | 견혹                       | 알 수 없음, 견혹은 단박(16심)에 끊어짐 |                |
| 예류과 | 견혹                       | 알 수 없음, 견혹은 단박(16심)에 끊어짐 |                |
| 일래향 | 욕계 수혹 ① 상상품(上上品) | 최대 2생                               |                |
| 일래향 | 욕계 수혹 ② 상중품(上中品) | 최대 1생                               |                |
| 일래향 | 욕계 수혹 ③ 상하품(上下品) | 최대 1생                               | 가가 · 3생가가 |
| 일래향 | 욕계 수혹 ④ 중상품(中上品) | 최대 1생                               | 가가 · 2생가가 |
| 일래향 | 욕계 수혹 ⑤ 중중품(中中品) | 최대 1생                               |                |
| 일래과 | 욕계 수혹 ⑥ 중하품(中下品) | 최대 1생                               |                |
| 불환향 | 욕계 수혹 ⑦ 하상품(下上品) | 최대 1생                               | 일간           |
| 불환향 | 욕계 수혹 ⑧ 하중품(下中品) | 최대 1생                               | 일간           |
| 불환과 | 욕계 수혹 ⑨ 하하품(下下品) | 최대 1생                               |                |
| 합계   | 욕계 수혹 9품              | 견도 후 열반까지 최대 7생              |                |

## 견도 15심과 일래향
범부위에서 유루도를 닦아 욕계 수혹 9품 중 제6품을 끊은 상태에서 견도 16심에 든 경우, 견도 제1심~제15심은 일래향이고 제16심은 일래과이다. 그리고 제16심은 1찰나인데, 제6품 즉 ⑥ 중하품(中下品)까지만 끊은 상태이므로, 다음 찰나부터는 계속하여 일래과에 머문다.
범부위에서 유루도를 닦아 욕계 수혹 9품 중 제7품 · 제8품을 끊은 상태에서 견도 16심에 든 경우, 견도 제1심~제15심은 일래향이고 제16심은 일래과이다. 그리고 제16심은 1찰나이므로 다음 찰나에서 곧바로 불환향에 들어간다. 즉, 범부위에서 제7품의 수혹을 끊은 경우 불환향의 두 유형 중 첫 번째 유형, 즉, ⑦ 하상품(下上品)을 끊은 불환향이 된다. 마찬가지로, 제8품의 수혹을 끊은 경우 불환향의 두 유형 중 두 번째 유형, 즉, ⑧ 하중품(下中品)을 끊은 불환향이 된다.
| 3향3과 | 단멸한 번뇌                | 단멸에 소요되는 생                     | 별도 명칭      |
| 예류향 | 견혹                       | 알 수 없음, 견혹은 단박(16심)에 끊어짐 |                |
| 예류과 | 견혹                       | 알 수 없음, 견혹은 단박(16심)에 끊어짐 |                |
| 일래향 | 욕계 수혹 ① 상상품(上上品) | 최대 2생                               |                |
| 일래향 | 욕계 수혹 ② 상중품(上中品) | 최대 1생                               |                |
| 일래향 | 욕계 수혹 ③ 상하품(上下品) | 최대 1생                               | 가가 · 3생가가 |
| 일래향 | 욕계 수혹 ④ 중상품(中上品) | 최대 1생                               | 가가 · 2생가가 |
| 일래향 | 욕계 수혹 ⑤ 중중품(中中品) | 최대 1생                               |                |
| 일래과 | 욕계 수혹 ⑥ 중하품(中下品) | 최대 1생                               |                |
| 불환향 | 욕계 수혹 ⑦ 하상품(下上品) | 최대 1생                               | 일간           |
| 불환향 | 욕계 수혹 ⑧ 하중품(下中品) | 최대 1생                               | 일간           |
| 불환과 | 욕계 수혹 ⑨ 하하품(下下品) | 최대 1생                               |                |
| 합계   | 욕계 수혹 9품              | 견도 후 열반까지 최대 7생              |                |

## 견도 15심과 불환향
범부위에서 유루도를 닦아 욕계 수혹 9품 중 제9품을 끊은 상태에서 견도 16심에 든 경우, 견도 제1심~제15심은 불환향이고 제16심은 불환과이다. 그리고 제16심은 1찰나인데, 제9품 즉 ⑨ 하하품(下下品)을 끊은 상태이므로, 다음 찰나부터는 계속하여 불환과에 머문다.
| 3향3과 | 단멸한 번뇌                | 단멸에 소요되는 생                     | 별도 명칭      |
| 예류향 | 견혹                       | 알 수 없음, 견혹은 단박(16심)에 끊어짐 |                |
| 예류과 | 견혹                       | 알 수 없음, 견혹은 단박(16심)에 끊어짐 |                |
| 일래향 | 욕계 수혹 ① 상상품(上上品) | 최대 2생                               |                |
| 일래향 | 욕계 수혹 ② 상중품(上中品) | 최대 1생                               |                |
| 일래향 | 욕계 수혹 ③ 상하품(上下品) | 최대 1생                               | 가가 · 3생가가 |
| 일래향 | 욕계 수혹 ④ 중상품(中上品) | 최대 1생                               | 가가 · 2생가가 |
| 일래향 | 욕계 수혹 ⑤ 중중품(中中品) | 최대 1생                               |                |
| 일래과 | 욕계 수혹 ⑥ 중하품(中下品) | 최대 1생                               |                |
| 불환향 | 욕계 수혹 ⑦ 하상품(下上品) | 최대 1생                               | 일간           |
| 불환향 | 욕계 수혹 ⑧ 하중품(下中品) | 최대 1생                               | 일간           |
| 불환과 | 욕계 수혹 ⑨ 하하품(下下品) | 최대 1생                               |                |
| 합계   | 욕계 수혹 9품              | 견도 후 열반까지 최대 7생              |                |

## 초월증과 차제증
위와 같이, 4향4과를 순차적으로 증득하는 것이 아니라 범부위에서 성취한 3계9지의 9지 각각의 수혹 제1품~제9품의 단멸 덕분에, 견도 16심의 제1심~제15심에서 예류향에 들어가고 제16심에서 예류과로 들어가는 것이 아니라, 제1심~제15심에서 일래향에 들어가고 제16심에서 일래과에 들어가거나, 제1심~제15심에서 불환향에 들어가고 제16심에서 불환과에 들어가는 것을 초월증의 성자 또는 간략히 초월증(超越證)이라고 한다. 이에 반해, 4향4과를 순차적으로 증득하는 것을 차제증의 성자 또는 간략히 차제증(次第證)이라고 한다.
그리고 견도 제1심~제15심에서 아라한향에 들어가고 견도 제16심에서 아라한과에 들어가는 초월증이 있는가에 대해서는 여러 견해가 있다.
《아비달마구사론》제23권에 따르면, 범부위에서 유루도를 닦아 욕계 수혹 9품 중 제9품을 끊은 상태일 뿐만 아니라 색계 초선천의 수혹 제1품~제9품 나아가 무색계 제3천인 무소유처의 수혹 제1품~제9품을 끊은 상태에서  견도 16심에 든 경우에도, 견도 제1심~제15심은 불환향이고 제16심은 불환과이다. 그리고 제16심은 1찰나인데 다음 찰나부터는 계속하여 불환과에 머문다. 즉, 부파불교의 설일체유부의 교학에 따르면, 아라한향 · 아라한과로의 초월증은 없다. 이에 비해 대승불교의 유식유가행파에서는 아라한향 · 아라한과로의 초월증이 있다고 보며, 특히, 천태종에서는 더 나아가 불과로의 초월증도 인정한다.

## 같이 보기
- 성자 (불교)
- 7성(七聖)
- 4향4과(四向四果)
- 18유학(十八有學)
- 6종아라한(六種阿羅漢)
- 7종아라한(七種阿羅漢)
- 혜해탈(慧解脫)
- 심해탈(心解脫)
- 구해탈(俱解脫)
- 9무학(九無學)